# Milorad Pavić (pisac)
Milorad Pavić (Beograd, 15. listopada 1929. – Beograd, 30. studenoga 2009.), bio je srpski prozni pisac, sveučilišni profesor, povjesničar srpske književnosti 17-19. stoljeća, stručnjak za barok i simbolizam. 

## Životopis
Milorad Pavić rodio se je u Beogradu 1929. godine. Naslov doktora znanosti stekao je na Sveučilištu u Zagrebu 1966. godine obranom doktorskog rada o usporednoj književnosti Vojislava Ilića i europskog pjesništva (povjerenstvo u sastavu: Ivo Frangeš, Aleksandar Flaker i Vice Zaninović). Prevodio je Puškina i Byrona. Bio je i član je Srpske akademije znanosti i umjetnosti od 1991. godine. U drugom braku bio je vjenčan s Jasminom Mihajlović, koja je spisateljica i književna kritičarka.[nedostaje izvor]

## Književno stvaralaštvo
Pavić je romansijer, pripovjedač, pjesnik i dramski pisac. Do danas Pavićeva djela imaju više od 80 prijevoda u zasebnim knjigama na različite jezike diljem svijeta. Stručnjaci iz Europe, SAD-a i Brazila Milorada Pavića nominirali su za Nobelovu nagradu za književnost.  
Na početku svoje književničke i profesorske karijere Pavić JE objavio knjigu pjesama Palimpsesti 1967. godine, pa Povijest srpske književnosti baroknog doba 1970. godine, zatim Vojislav Ilić i europsko pjesništvo, 1971. godine. Drugu knjigu pjesama Mjesečev kamen objavljuje 1971. godine, a prvu zbirku priča Željezna zavjesa 1973. godine. Slijede knjige priča: Konji svetoga Marka (1976.), Ruski hrt (1979.), Nove beogradske priče (1981.), Duše se kupaju posljednji put (1982.).
Pavić je domaću i svjetsku slavu stekao romanom Hazarski rječnik kojeg je objavio 1984. godine. Ovaj svojevrsni leksikon u 100.000 riječi kritičari i publika brzo su proglasili nezaobilaznim štivom novoga vijeka. Mnogi kritičari zabilježili su da je Pavić pisac čudesne imaginacije i predvodnik europske postmoderne. U drugom romanu Predio slikan čajem (1988.) autor nudi uzbudljivo djelo za ljubitelje križaljki. Godine 1991. objavio je treći roman Unutrašnja strana vjetra, pa 1994. Posljednju ljubav u Carigradu (priručnik za gatanje).
Osim ovog kvarteta romana koji su ključni za sagledavanje svestranog Pavićevog stvaralaštva, pojavljuje se Šešir od riblje kože (ljubavna priča) 1996., Stakleni puž (priče s Interneta) 1998., Kutija za pisanje 1999., i romani Zvjezdani plašt (astrološki vodič za neupućene) 2000. i Unikat 2004. godine.

## Vanjske poveznice
- Službena stranica (srp.)
- Pavićeva biblioteka na projektu Rastko (srp.)
- Thanassis Lallas, An Interview with Milorad Pavic, centerforbookculture.org, (u međumrežnoj pismohrani archive.org 3. veljače 2007.) (engl.)